# Маркграф, Фридрих
Фридрих Маркграф (нем. Friedrich Markgraf или нем. Friedrich Marcgraf, 1897 год — 1987 год) — немецкий ботаник и геоботаник.

## Биография
Фридрих Маркграф родился 1 февраля 1897 года.
Маркграф внёс вклад в описание и анализ флоры Албании с точки зрения геоботаники. Позже он провёл исследования в Турции и Швейцарии.
С 1945 по 1957 годы Маркграф работал в Ботаническом саду Мюнхена. С 1958 года был директором Ботанического сада Цюриха (нем.). Маркграф внёс значительный вклад в ботанику, описав множество видов растений. В 1927 году опубликована его работа An den Grenzen des Mittelmeergebiets, а в 1932 году — Pflanzengeographie von Albanien.
Умер 8 марта 1987 года.

## Научная деятельность
Фридрих Маркграф специализировался на папоротниковидных и на семенных растениях.

## Некоторые публикации
- 1927. Repertorium novarum regni vegetabilis, Beiheft 45. (Repertorium, Dahlem bei Berlin) 217 pp.
- 1927. An den Grenzen des Mittelmeergebiets. Pflanzengeographie von Mittelalbanien. Berlin. pp. 217[5].
- 1932. Pflanzengeographie von Albanien. Bibliotheca Botanica, Stuttgart. pp. 105[5].

## Почести
В его честь были названы следующие виды растений:
- Alternanthera markgrafii Suess. ex Markgr.
- Brasilicereus markgrafii Backeb. & Voll
- Moehringia markgrafii Merxm. & Gutermann
- Thoa markgrafii Doweld
- Vellozia markgrafii Schulze-Menz
- Viola markgrafii W.Becker